# Liriomyza pulloides
Liriomyza pulloides este o specie de muște din genul Liriomyza, familia Agromyzidae, descrisă de Spencer în anul 1986.
Este endemică în Colorado. Conform Catalogue of Life specia Liriomyza pulloides nu are subspecii cunoscute.